# Канонерські човни класу «Метеор»
Канонерські човни класу «Метеор» (нім. Meteor-Klasse) входили до Військово-морських сил Австро-Угорщини. Загалом було побудовано три канонерські човни — «Метеор», «Бліц», «Комета». Їхні назви присвятили атмосферно-космічним явищам: «Meteor» — метеорам, «Komet» — кометам, «Blitz» — блискавкам.

## Історія
Перший канонерський човен «Метеор» замовили 1886 на німецькій верфі Schichaua в Ельбінгу. При випробовуваннях наступного року він не досягнув запланованої швидкості. Тому два наступні човни модернізували, збільшивши їхні розміри. Вони увійшли до складу флоту 1889 року. Вони були озброєні сімома 47 мм гарматами, 350 мм торпедним апаратом у форштевні. При модернізації на кормі човнів замість гармати встановили однотрубні торпедні апарати із значним кутом обстрілу. Три човни 1920 передали Італії, де їх порізали на металобрухт.

### Метеор

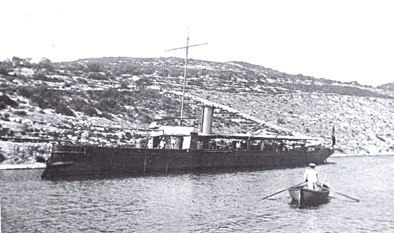
«Метеор». 1887

Замовлення на будівництво канонерського човна водотоннажністю у 360 т уклали у листопаді 1886 року. Як привод човна використали два локомотивні котли і парову машину потрійної дії, що давали потужність у 3500 к.с. Човен озброїли дев'ятьма модерними швидкострільними гарматами Гочкінса. У форштевні помістили 350 мм торпедний апарат. При випробуваннях у серпні 1888 човен досягнув швидкість у 23,1 вузол, якої більше ніколи не досягнув. 3 вересня човен передали Цісарсько-короівському флоту і він за 24 дні здійснив перехід до бази флоту у Пулі. Незабаром при тестовому заїзді човен розвинув швидкість лише у 19,7 вузлів. У квітні наступного року човен здійснив вихід в море з принцесою Стефанією, а у травні у складі ескадри відвідав всесвітню виставку у Барселоні. Це був найтриваліший похід човна за час служби. З 1914 під час війни човен використовували для захисту бази флоту і з навчальною метою. Він супроводжував транспортні кораблі, переслідував ворожі підводні човни.

### Комета

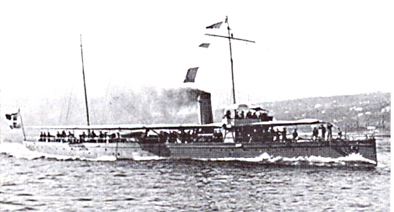
«Комета». 1917

У серпні 1888 заклали човен «Комета», що був на два метри довший за попередника і дещо ширший. При меншій осадці човни мали однакову водотоннажність, як і озброєння. У жовтні 1888 при випробуваннях човен розвинув швидкість 20,65 вузлів. При переході до Австро-Угорщини 10 листопада човен увійшов до Середземного моря і 27 грудня прибув до Пули. У вересні-жовтні 1889 «Комета» здійснила похід вздовж італійського узбережжя Адріатики, заходячи до Венеції, Анкони, Спліту, Барі, Бріндізі, Таранто, Керкіри. У грудні 1889 на свята човен цісарівну Єлизавету з донькою і її нареченим човен перевіз до Трієсту. в час війни човен використовували для захисту узбережжя, пошуку мін. У березні 1915 човен модернізували, встановивши на кормі 450 мм торпедний апарат. До 1918 човен супроводжував транспорти вздовж узбережжя. На початку того року модернізували озброєння човна, в наприкінці серпня він зазнав пошкоджень і до кінця війни не використовувався.

### Блискавка

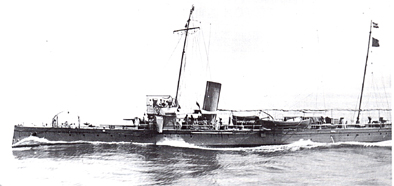
Канонерський човен «Блітц». 1900

Конструкція човна була аналогічна човну «Комета», з яким він паралельно будувався.
У листопаді 1895-березні 1896 човен «Блискавка» здійснив похід по східній частині Середземного моря, відвідавши порти Греції і Туреччини, острови Лемнос, Тенедос, Хіос, Ітака. В час турецько-грецької війни з березня 1896 взяв участь у блокаді острова Крит. Був зачислений до резерву 1902 і наступного року отримав на кормі торпедний апарат замість 47 мм гармати. З зими 1906 човен став навчальним кораблем Морської академії, з серпня 1909 яхтою ерцгерцогині Марії Йозефи. З 1911 човен ввели до складу флотилії торпедних човнів та встановили модерні котли Ярроу, через що довелось встановити другу димову трубу. 1917 човен атакував французький підводний човен, який «Блискавка» пошкодила своєю торпедою.